# Apeductul din Eifel

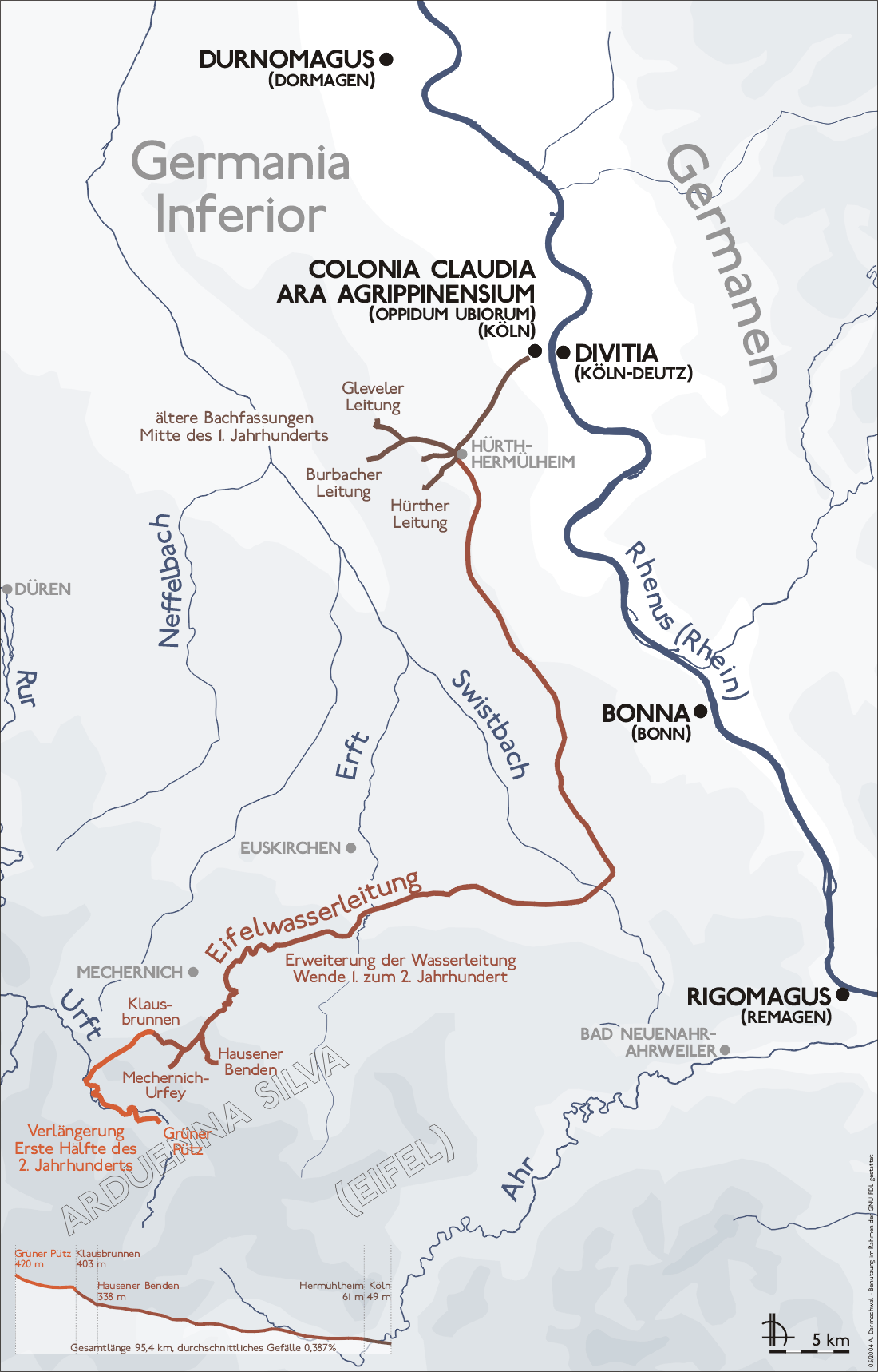
Harta Apeductului din Eifel

Apeductul din Eifel, numit și Römerkanal (Canalul romanilor), este o conductă de apă rămasă din timpul Imperiului Roman. Apeductul deservea orașul Colonia cu apă din regiunea munților Eifel. A fost cel mai lung apeduct din Imperiul Roman, fiind considerat și cea mai mare construcție antică situată la nord de Alpi. Construcția apeductului arată avansul capacităților arhitecților romani, ale căror tehnici au căzut în uitare în Evul Mediu.
Apeductul, construit în 80 d.Hr., conducea apa pe o distanță de 95 km din masivul Eifel (Germania) până în Colonia Claudia Ara Agrippinensium (actualul oraș Köln). Dacă s-ar include toate ramificațiile, lungimea apeductului ar atinge 130 km. Construcția este aproape în totalitate subterană, iar scurgerea apei era obținută doar prin forța gravitației. Câteva poduri, inclusiv unul care avea lungimea de 1.400 m, au fost necesare pentru a traversa văile. Apeductul din Eifel are particularitatea de a avea puține porțiuni aeriene, cu scopul de a evita vandalismele și înghețul din timpul iernii.

## Istoric
Înainte de construcția Apeductului din Eifel, Colonia Claudia Ara Agrippinensium primea apă prin apeductul de la Vorgebirge, ale cărui izvoare se aflau în regiunea Ville, la vest de oraș, din Renania de Nord - Westfalia, regiune situată între Eifel la sud, localitățile Erft în vest, Grevenbroich și Pulheim la nord și Köln, Brühl și Bonn la est. Construcțiile vechiului apeduct au avut loc prin anii 30 î.Hr.
Dar odată cu creșterea orașului, această sursă de aprovizionare cu apă a devenit insuficientă. Pe măsură ce orașul creștea, apeductul nu mai era capabil să furnizeze apă de o calitate suficientă; primăvara conținea urme de nămol, iar vara uneori apeductul se usuca complet. Construcția unui nou apeduct a fost hotărâtă. Capătul apeductului se afla la  Nettersheim, în Grüner Pütz. S-au folosit beton pentru canal și piatră tăiată pentru arcada de acoperire.
Canalul care a fost construit ulterior asigura apa și din izvoarele din Munții Eifel, pentru acoperirea necesarului crescut al orașului în dezvoltare Colonia (astăzi Köln). 
Apa provenită din Eifel era deosebit de apreciată, deoarece era bogată în carbonat de calciu. Prin anii 80 d.Hr. canalul a fost consolidat cu așa-numitul beton roman, care provenea din regiunea de nord a munților Eifel. Se apreciază că apeductul ar fi avut o lungime între 95 și 130 de km, și ar fi avut un debit de 20.000 m3 de apă pe zi, asigurând necesarul de apă al orașului Colonia Claudia Ara Agrippinensium. Apa sosea prin cădere, iar aceasta dovedește priceperea și precizia măsurătorilor făcute pentru a asigura de-a lungul apeductului o cădere constantă. Construcția a funcționat probabil până în anii 260, când Colonia a fost distrusă de popoarele barbare germane. După jaful suferit de Colonia, în 260, Apeductul din Eifel nu a mai fost niciodată repus în funcțiune, doar apeductul de la Vorgebirge a alimentat Colonia în continuare.

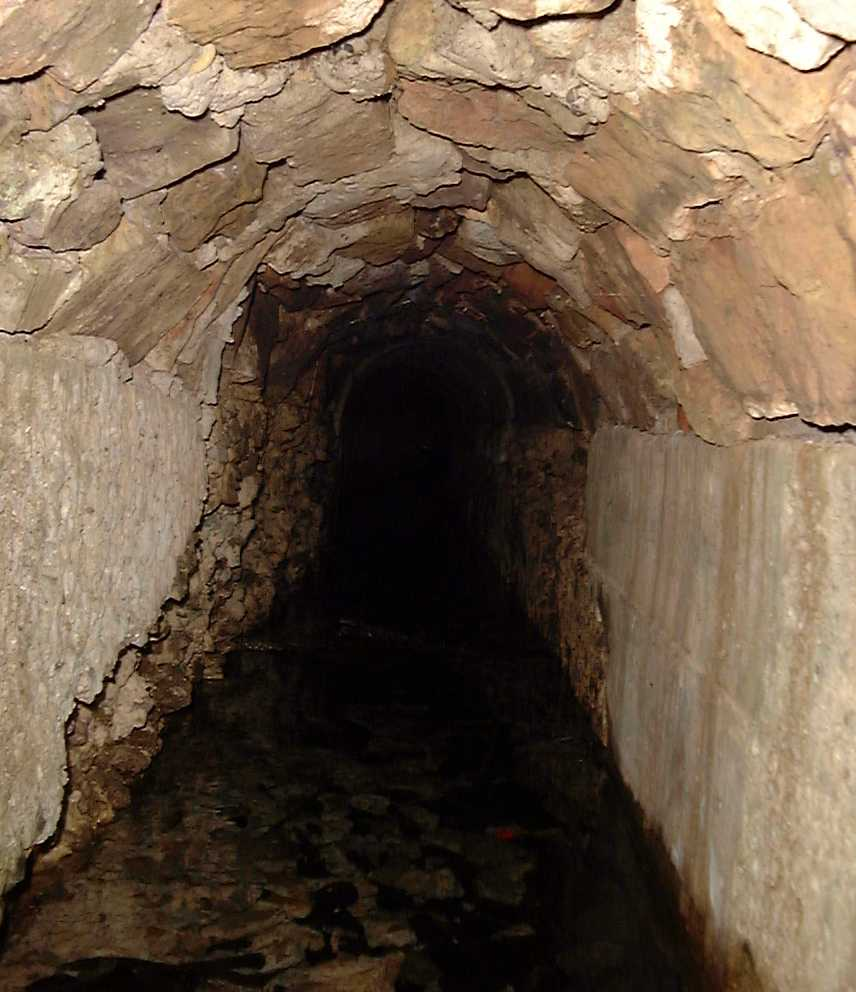
Apeductul din Eifel

## Traseul canalului
Descoperirile arheogice au stabilit, o parte din alimentarea canalului era din Urft, regiunea Nettersheim, apeductul trecea prin localitatea Kall, aici urmează un tunel, traversând Erftul la Euskirchen-Kreuzweingarten, iar între Rheinbach și Meckenheim, traversează pe un pod râul Swist. La Kottenforst (Buschhoven), nord-vest de Bonn, traversează o regiune înaltă, și ia direcția Brühl și Hürth, ajungând în Köln.  Canalul pentru a fi protejat de îngheț era situat la ca. 1 m adâncime, fiind construit din cărămidă sau elemnte de beton de forma literiei U care erau etanșate prin tencuială. Acest canal asigura locuitorilor apa potabilă și apa necesară băilor romane. Avantajul apei dure din Eifel, bogată în calcar, era faptul că acoperea cu un strat protector porțiunile cu conducte de plumb, împiedicând astfel  intoxicațiile cu plumb, cauzate în alte regiuni de apa de băut.